# Мечеть Мустафы-паши
Мечеть Мустафы-паши (макед. Мустафа-пашина џамија), также Мраморная мечеть — мечеть османской эпохи, расположенная на Старом базаре Скопье, Северная Македония. Один из самых значительных памятников исламской архитектуры на Балканах.

## История
На плите над входной дверью имеется надпись, в которой говорится, что мечеть была построена в 898 году хиджры (1492 год н. э.) феодалом из Скопье Чобан Мустафой-паша, сыном Абдуллы, визирем и видным деятелем при султанах Баязида II и Селим I. Помимо мечети на его средства был построен имарет во дворе. В комплексе также был караван-сарай. Мечеть позже упоминается в вакфе Мустафы-паши, узаконенном в 1514—1515 годах.
Болгарский географ и педагог Васил Канчов записал местное предание, согласно которому мечеть была построена на месте христианской Спасской церкви. Английский археолог Артур Эванс нашел в мечети языческий жертвенный камень из храма бога Сильвана.
Мечеть является типичным представителем классической османской архитектуры, сохранившейся в изначальном виде с момента строительства. Она имеет аккуратные и правильные пропорции, большой купол, тонкий минарет высотой 47 м, портик с северной стороны во всю ширину из четырёх мраморных колонн с тремя стрельчатыми арками и перекрытый тремя небольшими куполами. Кладка мечети выполнена в классическом декоративном перегородчатом стиле с чередованием кирпича и камня, а минарет выполнен из известняка. Монументальный мраморный портал мечети имеет богато профилированный прямоугольный каркас, украшенный сверху венком-трилистником. Дверь имеет две деревянные створки с барельефным декором. Крылья разделены на три поля — верхнее имеет рельефные стихи из Корана, а остальные украшены переплетенными геометрическими мотивами, выполненными техникой кюндекари.
Центральной частью мечети является молельный зал с куполом диаметром 16,3 метра. Интерьер преимущественно просторный и фрагментарный. Богатый сталактитовый декор из мрамора под минаретом, михрабом и минберой выполнен геометрическими и растительными мотивами. По всей длине северо-западной стены размещается резная деревянная дикка — приподнятая трибуна на колоннах. Фрески в интерьере выполнены преимущественно с растительными мотивами. Орнаменты на пондативе относятся ко времени ремонта мечети в 1933 году и выполнены с мотивами руми. 
Помимо мечети, в комплекс входят также усыпальница Мустафы-паши, умершего в 1519 году, саркофаг его дочери Уми, фонтан, а также остатки имарета и медресе.
В 1963 году мечеть пострадала во время землетрясения и была закрыта до 1968 года. С 2006 по 2011 год Турецким агентством по сотрудничеству и координации проводился комплексный ремонт мечети.